# Roy Krishna
Roy Krishna (né le 20 août 1987 à Siberia, près de Labasa) est un footballeur international fidjien qui joue au poste d'attaquant au Bengaluru FC  en Inde.

## Carrière

### Carrière en club

#### Début de carrière
Après avoir fait ses débuts avec le club fidjien de Labasa FC, avec qui il remporte le championnat fidjien en 2007, Krishna rejoint le championnat néo-zélandais du côté de Waitakere United en janvier 2008.
En mai 2008, le jeune talent a passé deux semaines d'entraînement avec le Wellington Phoenix. À partir de mars 2009, Krishna a été contacté par le PSV Eindhoven. Cependant, le joueur ne souhaite pas être transféré aux Pays-Bas, notamment à cause du problème de langue.

#### Waitakere
Au sein du club de Waitakere, Krishna étoffe considérablement son palmarès puisqu'il obtient quatre titres de champion de Nouvelle-Zélande et atteint à trois reprises la finale de la Ligue des champions de l'OFC, ne la remportant qu'à sa première tentative, en 2008. Au cours de ses 6 saisons avec Waitakere United, Krishna a réussi 55 buts en 75 apparitions et a remporté le Golden Boot de la ligue lors de la saison 2012-13. A noter qu'en juin 2013, Krishna a une occasion en Europe avec un essai de Derby County en deuxième division anglaise, cependant, il n'a pas pu y aller en raison des restrictions qui lui ont été imposées à la suite de sa récente obtention de résidence permanente en Nouvelle-Zélande.

#### Auckland City
Le 1er juillet 2013, il est transféré dans le club d'Auckland City jouant dans le championnat de première division néo-zélandaise. Pour son deuxième match en Coupe du monde des clubs de la FIFA (après un baptême avec Waitakere United en décembre 2008), en 2013 au Maroc, il inscrit le seul but de sa formation lors du premier tour face au club marocain du Raja Casablanca, sans pouvoir éviter la défaite sur le score de deux buts à un. Il devient ainsi le premier fidjien à marquer dans la compétition.

#### Wellington Phoenix
Le 7 janvier 2014, Krishna a signé avec le Wellington Phoenix en A-League jusqu'à la fin de la saison 2013-2014 en remplacement d'une blessure pour Paul Ifill, marquant son premier but le 16 mars 2014 contre le Melbourne Heart, battant Andrew Redmayne avec une frappe puissante. Le match s'est terminé par un match nul 2–2. Sa performance dans le match lui a valu les honneurs du joueur de la semaine de la A-League. Quatre jours plus tard, Krishna a conclu un nouveau contrat de 2 ans avec le Phoenix.
Le 29 février 2016, Krishna a prolongé son contrat avec le club, acceptant un contrat de 2 ans qui le garderait à Wellington jusqu'à la fin de la saison 2017-18. Il a ensuite signé une prolongation d'un an le 15 février 2018.
Le 18 avril 2018, Krishna a été nommé joueur de l'année de Wellington Phoenix et son but au quatrième tour contre Brisbane Roar a été considéré comme le but de l'année de l'équipe pour la saison 2017-18.
Le 2 décembre 2018, Krishna est devenu le meilleur buteur du Wellington Phoenix, dépassant les 33 buts de l'ancien leader Paul Ifill pour le club. Krishna est entré dans l'histoire de la A-League le 19 janvier 2019, devenant le premier joueur à marquer 3 doublés consécutifs.
Le 13 mai 2019, Krishna a reçu la médaille Johnny Warren pour ses performances lors de la saison 2018-19 de la A-League. Le 27 mai 2019, Krishna a annoncé son départ de Wellington Phoenix après qu'un accord à long terme n'ait pas été conclu.

#### ATK
Le 18 juin 2019, Krishna a annoncé qu'il avait signé un contrat d'un an avec ATK, qui jouait dans la Super League indienne. Krishna a marqué le pas avec un but contre Hyderabad lors de son deuxième match pour ATK, et par la suite, c'est devenu régulier. Malgré un problème de blessure, il a terminé avec 15 buts, le plus haut de la ligue aux côtés de Nerijus Valskis et Bartholomew Ogbeche, et six passes décisives en 21 matchs. Krishna a joué un rôle déterminant dans l'ATK atteignant la finale lors de sa première saison avec le club, marquant un but lors du match retour de leur victoire en demi-finale contre Bengaluru le 8 mars 2020. Il a également joué un rôle central dans l'ATK remportant son troisième titre de champion record avec une passe décisive dans sa victoire 3-1 contre Chennaiyin en finale.

#### ATK Mohun Bagan
Après la saison 2019-2020, l'équipe ATK a été dissoute et sa marque a fusionné avec le club plus que centenaire Mohun Bagan pour former ATK Mohun Bagan. Lors du premier match de Super League indienne d'ATK Mohun Bagan le 20 novembre 2020, Krishna a marqué le premier but du club en ISL et a reçu l'homme du match lors de leur victoire 1-0 sur les Kerala Blasters. Il a marqué lors du prochain match du club le 27 novembre, le premier Derby de la Super League indienne de Kolkata contre le East Bengal ; ATK Mohun Bagan a remporté le match 2-0. Krishna a ensuite aidé son équipe à terminer deuxième de la phase de championnat et à prendre la deuxième place des séries éliminatoires, remportant également le ballon d'or pour avoir contribué 22 buts en 23 matchs. Le jour de Mohun Bagan 2021, il a prolongé son contrat d'un an au club et a également été nommé meilleur footballeur de l'année par Mohun Bagan AC. En 2021, la Coupe AFC Krishna a marqué 2 buts pour l'équipe en phase de groupes.
Lors de sa deuxième saison avec le club, il a reçu un diagnostic positif de COVID-19 et n'a disputé que quelques matchs en raison de blessures récurrentes. Il n'a marqué que 7 buts dans ce qui avait été une saison de championnat décevante pour lui jusqu'à présent. Lors de la Coupe AFC 2022, il a marqué son seul but du tournoi lors de son dernier match avec le club contre Maziya. Le 3 juin 2022, son contrat a expiré avant la saison à venir et s'est séparé du club.

#### Bengaluru FC
En juillet 2022, Krishna a signé un contrat de deux ans, dont le second est une prolongation facultative avec le Bengaluru FC. Le 17 août, il a marqué lors de ses débuts contre Jamshedpur dans la Durand Cup, qui s'est soldée par une victoire 2-1,. Il renouvelle son contrat avec le Bengaluru FC en ISL pour la saison 2022-23.

### Carrière internationale
Krishna fait ses débuts pour les Fidji lors des Jeux du Pacifique Sud en 2007. Il jouera ensuite dans les qualifications pour la Coupe du monde 2010.
En 2010, Krishna a également été appelé dans l'équipe nationale de futsal pour le championnat de futsal OFC 2010.
Le 16 juillet 2016, Krishna a été nommé l'un des trois joueurs trop âgés de l'équipe des moins de 23 ans des Fidji pour les Jeux olympiques d'été de 2016, aux côtés de Simione Tamanisau et Alvin Singh. Le 7 août 2016, il a marqué le seul but de l'équipe lors de la campagne du tournoi final, contre le Mexique. Le but de Krishna était le tout premier but des Fidji aux Jeux Olympiques.
En 2021, Krishna a été nommé ambassadeur de la Confédération océanienne de football.

## Palmarès
Labasa FC
- Champion des Fidji en 2007

 Waitakere United
- Vainqueur de la Ligue des champions de l'OFC en 2008
- Finaliste de la Ligue des champions de l'OFC en 2010 et 2013
- Champion de Nouvelle-Zélande en 2008, 2010, 2011, 2012 et 2013

 Auckland City
- Champion de Nouvelle-Zélande en 2014

 ATK
- Vainqueur de l'Indian Super League en 2020

 Bengaluru FC
- Vainqueur de la Durand Cup en 2022[26]